# Linia kolejowa nr 208
Linia kolejowa nr 208 – prawie w całości niezelektryfikowana, jednotorowa, pierwszorzędna linia kolejowa (w km 77,355-200,378 znaczenia państwowego) łącząca Działdowo z Chojnicami przez Lidzbark, Brodnicę, Jabłonowo Pomorskie, Grudziądz, Laskowice, Wierzchucin i Tucholę. Położona w granicach trzech województw – warmińsko-mazurskiego, kujawsko-pomorskiego i pomorskiego – oraz na obszarze działania PKP PLK Zakładu Linii Kolejowych w Gdyni.
Linia na całej długości wyposażona jest w elektromagnesy SHP.

## Historia
W listopadzie 1878 oddano do użytku odcinek z Jabłonowa Pomorskiego do Grudziądza o długości ok. 30 km. Rok później otwarto odcinek z Grudziądza do Laskowic. W 1883 trasę przedłużono o ok. 70 km aż do Chojnic. W ciągu kolejnych czterech lat Jabłonowo Pomorskie skomunikowano z Działdowem przez Brodnicę i Lidzbark. W 1950 roku zmieniono przebieg linii na odcinku Leosia – Drzycim (długość obecnie 2,4 km) w związku ze zniszczeniami mostu na Wdzie po II wojnie światowej i budową nowego mostu, a także łukami na podejściu do Leosi. Pozostałością linii są istniejące do dziś działki ewidencyjne, nasypy i przyczółki mostu. 
1 lutego 2007 zawieszono kursowanie pociągów osobowych na odcinku Działdowo – Brodnica, zaś na odcinku Brodnica – Jabłonowo Pomorskie – Chojnice jedynym przewoźnikiem obsługującym ruch pasażerski jest Arriva RP.
W 2014 roku zrewitalizowano odcinek Grudziądz - Laskowice Pomorskie, a w 2015 roku Mełno - Nicwałd.